# Max Schmeling
Maximilian Adolph Otto Siegfried Schmeling (* 28. September 1905 in Klein Luckow; † 2. Februar 2005 in Wenzendorf) war ein deutscher Schwergewichtsboxer und zwischen 1930 und 1932 Schwergewichts-Boxweltmeister. Ein Comeback als Champion gelang ihm, trotz des Sieges 1936 gegen Joe Louis, im entscheidenden zweiten Kampf von 1938 nicht mehr. Er gilt bis heute als einer der populärsten Sportler Deutschlands.

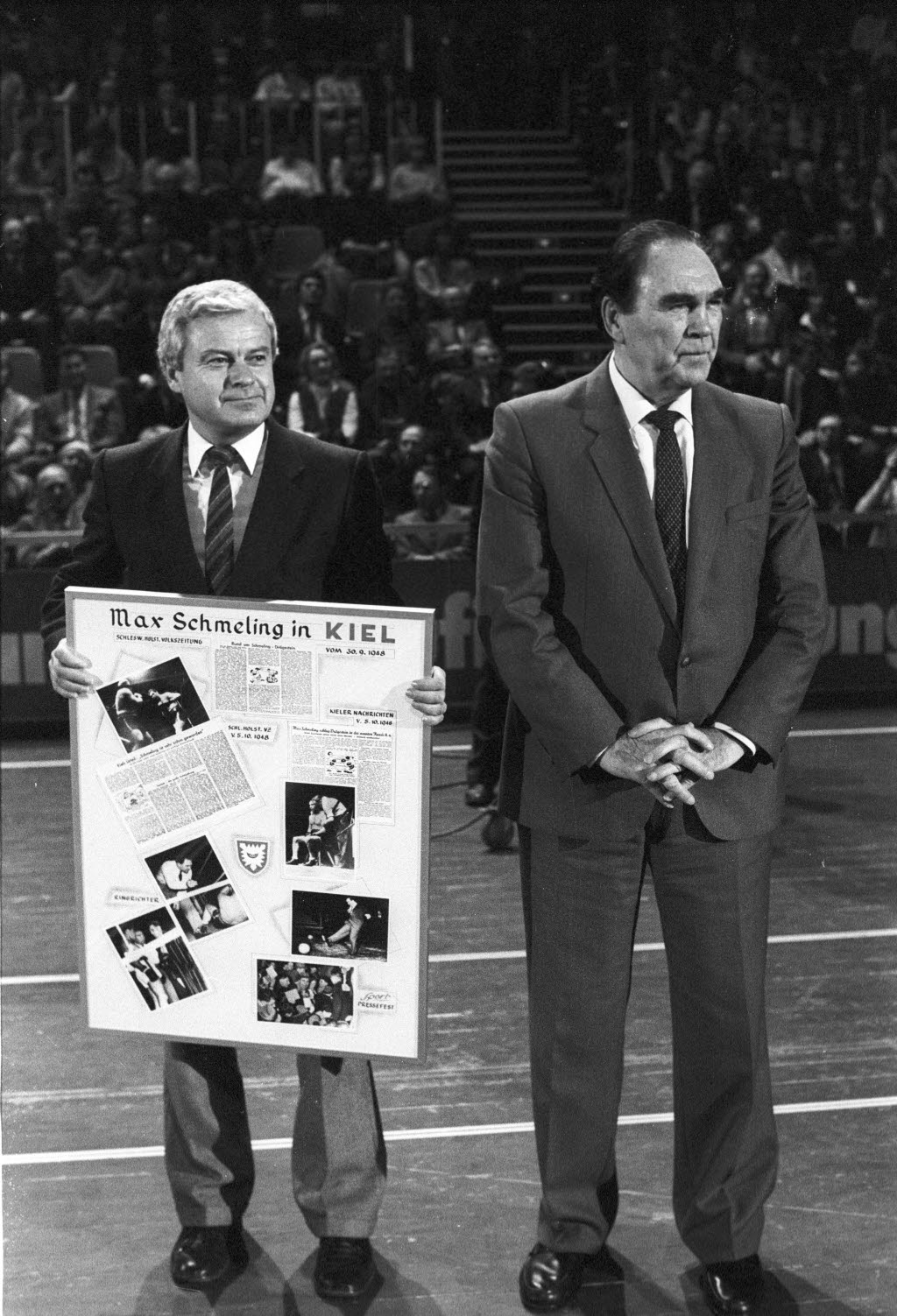
Max Schmeling 1983 in Kiel

## Biografie
Am 28. September 1905 wurde Max Schmeling in Klein Luckow bei Strasburg in der Uckermark als Sohn von Max und Amanda (geb. Fuchs) Schmeling geboren. Er hatte einen jüngeren Bruder (Rudolf, * 1902 oder * 1907) und eine jüngere Schwester (Edith, * 1913; † 1927).
1906 zog die Familie nach Hamburg, da der Vater als Steuermann bei der Hamburg-Amerika-Linie angestellt war. Zunächst lebten sie im Stadtteil St. Georg. Spätestens ab 1911 wohnten sie in der Lindleystraße 75 in Rothenburgsort. Eingeschult wurde Max in der Volksschule Stresowstraße in Rothenburgsort. Als Max Schmeling 13 Jahre alt war, zog die Familie in den Stadtteil Eilbek (in ein Haus in der Hasselbrookstraße 14). Er ging in die naheliegende Jungenschule Ritterstraße und wurde in der Friedenskirche von Pastor Wilhelm Reme konfirmiert. Auf eigenen Wunsch und nachdem die Eltern bei der Schulbehörde intervenierten, besuchte Max nach kurzer Zeit wieder die Volksschule Rothenburgsort. Im Alter von 14 Jahren begann Schmeling eine kaufmännische Lehre in einer „Annoncen-Spedition“, der Werbeagentur Wilkens (heute Draftfcb Deutschland).

### Karriereanfänge
Sein Interesse für den Boxsport wurde erstmals 1921 geweckt, als er einen Boxfilm sah. Um das Boxen richtig erlernen zu können, ging Max Schmeling ein Jahr später ins Rheinland, das damalige Zentrum des Boxsports in Deutschland. Schmeling war als Arbeiter in einer Düsseldorfer Brunnenbaufirma beschäftigt. Sein Arbeitgeber versetzte ihn im Jahre 1923 nach Köln-Mülheim, wo Schmeling dem Amateur-Boxverein SC Colonia 06 beitrat.

### Profikarriere

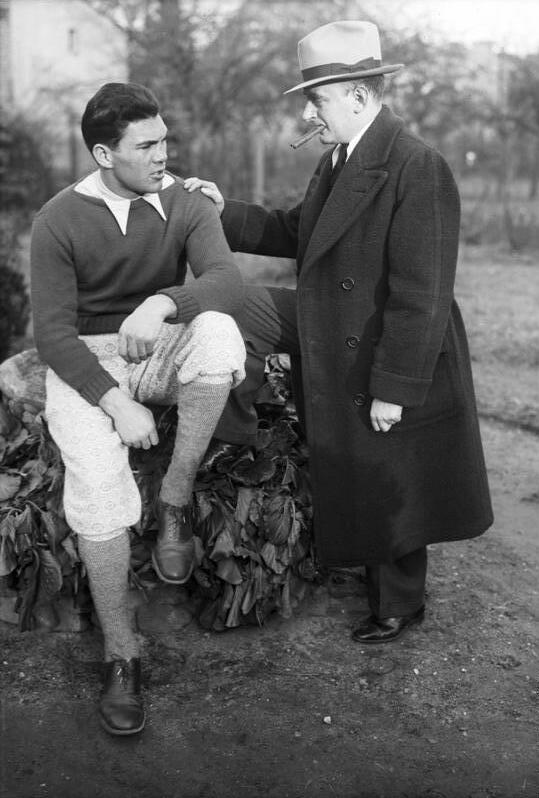
Schmeling mit Joe Jacobs

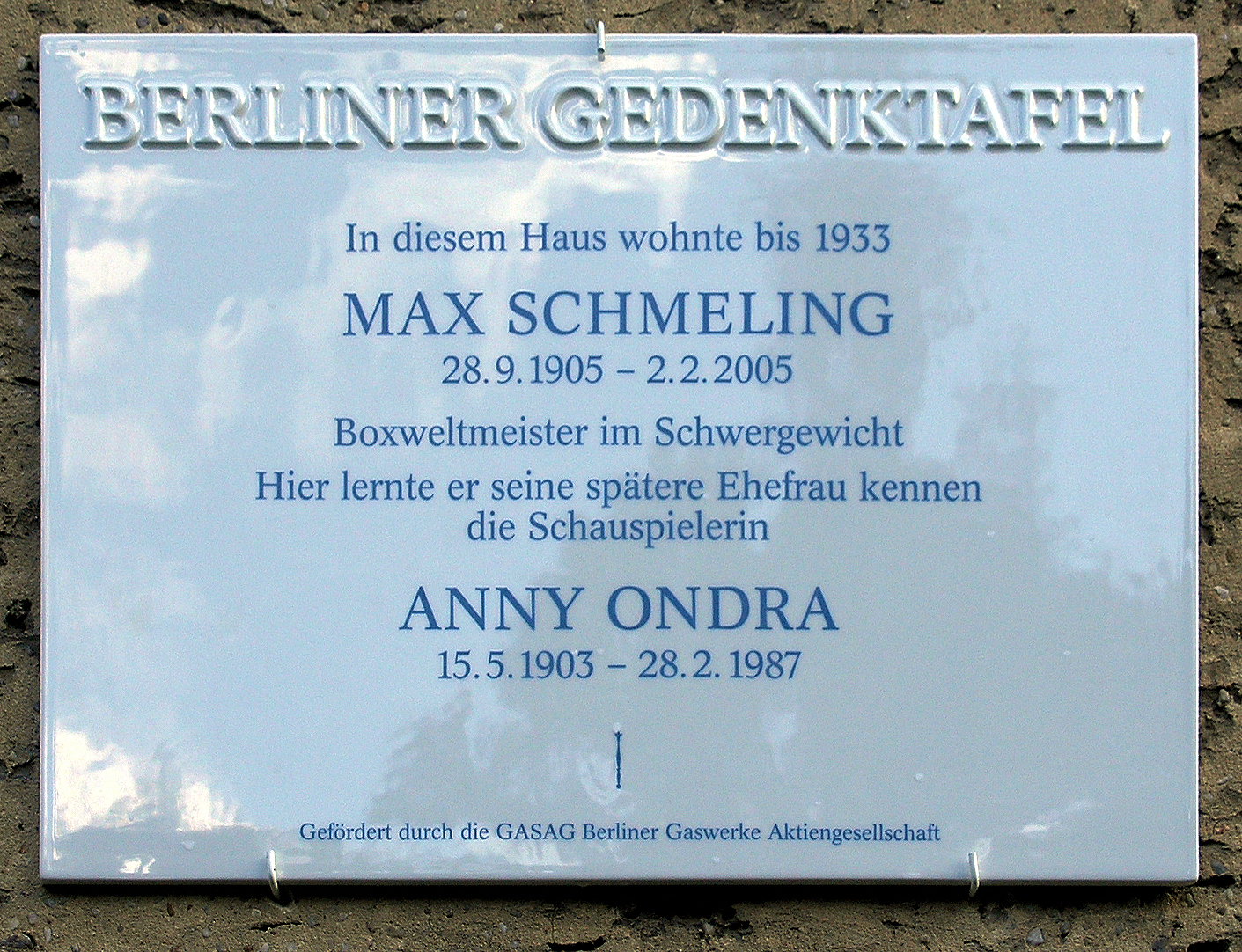
Gedenktafel am Haus Brixplatz 9, in Berlin-Westend

Am 2. August 1924 begann Schmeling mit einem Kampf gegen Hans Czapp in der Tonhalle in Düsseldorf seine Profi-Boxkarriere, die ihn frühzeitig und mehrmals nach New York führte – der damaligen Hochburg des Profiboxens. Dort ließ er sich von dem einheimischen Manager Joe Jacobs vertreten. Am 24. August 1926 wurde Schmeling durch einen Sieg gegen Max Diekmann Deutscher Meister im Halbschwergewicht.
1927 errang Max Schmeling seinen ersten großen Titel; im Kampf gegen den Belgier Fernand Delarge in der Dortmunder Westfalenhalle wurde er Europameister. Von seiner Börse kaufte er sich ein Motorrad der Firma Harley-Davidson mit Beiwagen; bei einer Ausfahrt im Juli mit Mutter und Schwester hatte Schmeling einen Unfall, durch den seine Schwester Edith mit 14 Jahren starb.
1928 ging er mit seinem deutschen Manager Arthur Bülow nach New York, „um die Welt zu erobern“. Bülow hatte aber keine Beziehungen, und so bekam Schmeling zunächst keinen Kampf. Das änderte sich erst, als er sich an den Manager „Joe“ (eigentlich Yussel) Jacobs wandte. Jacobs war Manager von Ted Moore, einem britischen Boxer, der den 17-jährigen Schmeling 1922 in Hamburg in einem Amateurkampf besiegt hatte. Joe Jacobs, aus der New Yorker East Side stammender Sohn jüdischer Einwanderer aus Ungarn, verstand zwar nichts vom Boxen, aber viel von Publicity: „Du musst jeden Tag in der Zeitung stehen“.
Joe gab Schmeling den Kampfnamen „Der schwarze Ulan vom Rhein“ und beorderte ihn zu Wohltätigkeitsveranstaltungen und zu Sehenswürdigkeiten. Seitdem war immer ein Fotograf dabei, egal was Schmeling tat: Fünf Kämpfe später, am 12. Juni 1930, kämpfte Max Schmeling gegen Jack Sharkey um den vakanten Weltmeistertitel im Schwergewicht. Das war das zweite große Sportereignis, das im Hörfunk direkt übertragen wurde. Nach einem regelwidrigen Tiefschlag seines Gegners in der vierten Runde konnte Schmeling nicht weiterkämpfen, wurde jedoch wegen der Disqualifikation Sharkeys zum Weltmeister erklärt. Bis heute ist Schmeling der einzige Schwergewichts-Weltmeister, der seinen Titel durch eine Disqualifikation seines Gegners erhielt.
Am 3. Juli 1931 verteidigte er seinen Titel durch Technischen K. o. in der 15. Runde gegen den Amerikaner Young Stribling. Am 21. Juni 1932 kam es in New York zum Rückkampf gegen Sharkey. Dem Amerikaner wurde nach 15 Runden der Sieg nach Punkten und damit der WM-Titel zugesprochen.

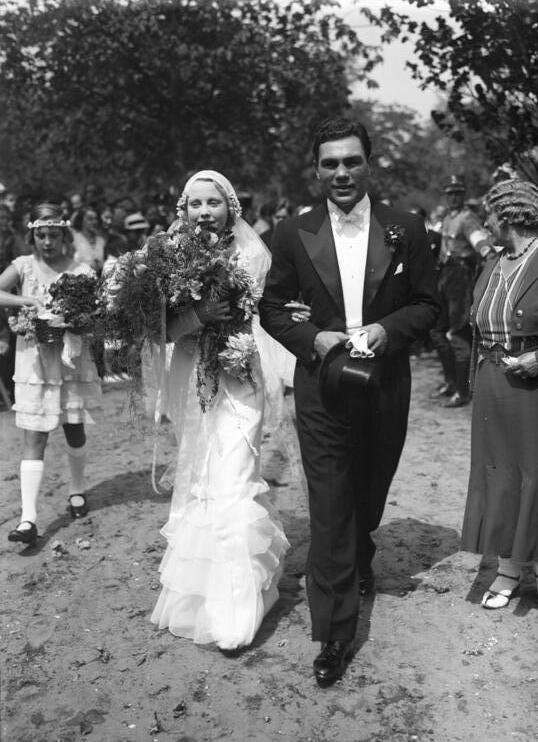
Das Brautpaar Max Schmeling und Anny Ondra

1930 lernte Max Schmeling die deutsch-tschechische Filmschauspielerin Anny Ondra kennen. Ondra hatte 1930 mit ihrem Freund Karel Lamač die Ondra-Lamac-Filmgesellschaft in Deutschland gegründet. Am 6. Juli 1933 heirateten Schmeling und Ondra in Bad Saarow, wo er im selben Jahr das Sommerhaus des vor den Nationalsozialisten ins Exil geflohenen expressionistischen Malers Bruno Krauskopf erworben hatte. Nach ihrer Hochzeit drehte die Stummfilmdiva nur noch wenige Filme.
Am 26. August 1934 besiegte Schmeling Walter Neusel (1907–1964) in Hamburg. Dem Kampf wohnten 100.000 Menschen bei, bis heute die größte Zuschauermenge bei einer Boxveranstaltung in Europa. Organisiert hatte diesen Kampf der Boxpromoter Walter Rothenburg. Der ließ im nächsten Frühjahr für einen Kampf Schmelings gegen den Amerikaner Steve Hamas in 42 Tagen die Hanseatenhalle in Hamburg-Rothenburgsort einrichten. Sie war mit 25.000 Plätzen die größte Sporthalle ihrer Zeit, der Madison Square Garden bot nur 20.000 Menschen Platz. Der Sieg Schmelings gegen Hamas ermöglichte Schmeling, wieder in Amerika als Boxer Fuß zu fassen und gegen Joe Louis anzutreten.
Die Nazis forderten Schmeling im Jahre 1935 auf, sich von seiner tschechischen Frau sowie seinem jüdischen Manager Joe Jacobs in Amerika zu trennen und sich von seinen jüdischen Freunden zu distanzieren. Er wies die Forderungen zurück. Wegen der Nürnberger Gesetze und des in Deutschland herrschenden Antisemitismus erwog das amerikanische Olympische Komitee, die Olympischen Sommerspiele 1936 in Berlin zu boykottieren. Als international bekanntester deutscher Sportler war Schmeling ein Teil der vom Propagandaministerium organisierten Kampagne, die Amerikaner von der Teilnahme zu überzeugen. Später bezeichnete Schmeling diese Fürsprache als „grenzenlose Naivität“.
Schmelings berühmtester Kampf ging allerdings nicht um eine Weltmeisterschaft. Am 19. Juni 1936 kämpfte er in New York gegen den „Braunen Bomber“ Joe Louis, der damals als unschlagbar galt, aber noch nicht Weltmeister war (27 Kämpfe, 27 Siege). Schmeling analysierte Filme seines Gegners und fand einen Schwachpunkt: Louis ließ nach dem Schlag seine Linke fallen, was Platz für einen Konter bot. In einem Interview nach seinen Chancen befragt, ließ er wissen: “I have seen something.” (deutsch: „Ich habe etwas gesehen.“) – ein Satz, der im US-Boxsport zum geflügelten Wort wurde. In dem im Radio auch nach Deutschland direkt übertragenen Kampf überraschte Schmeling die Boxwelt, indem er Louis schon früh hart treffen konnte und ihn dann durch K. o. in der 12. Runde besiegte. Dieses Ergebnis war auch ohne WM-Titel aus deutscher Sicht die bis dahin größte Überraschung im Boxsport und wurde von der NS-Propaganda politisch missbraucht als „Beweis für die Überlegenheit der arischen Rasse“. In den Kinos wurde auf Weisung Hitlers der Kampf unter dem Titel „Max Schmelings Sieg – ein deutscher Sieg“ vorgeführt. Schmeling nahm an der Uraufführung und an allen Vorstellungen des Films im Prinzeß-Theater (Dresden) persönlich teil und ließ sich feiern.

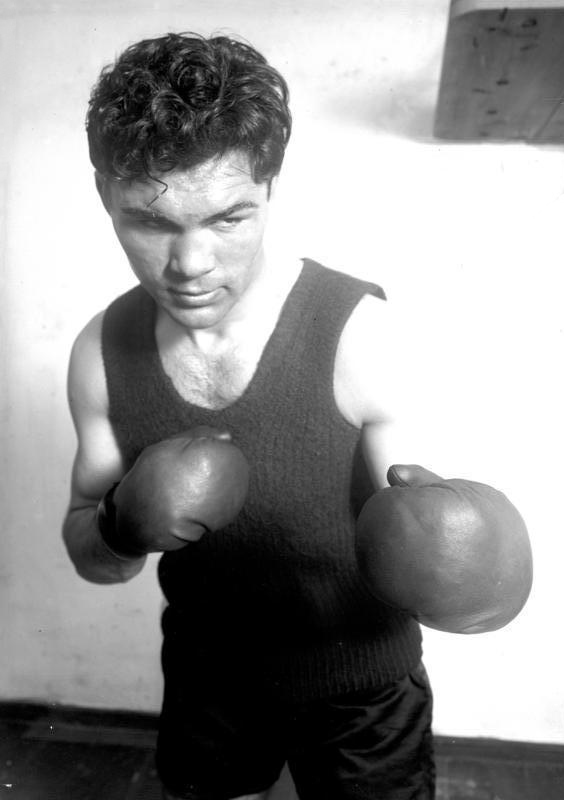
Max Schmeling 1930

Durch den Sieg über Joe Louis war Max Schmeling zum Herausforderer des amtierenden Weltmeisters Jim Braddock avanciert. Da Braddock als eher schwacher „Zufallsweltmeister“ galt, standen Schmelings Chancen gut, als erster Boxer das „ungeschriebene Gesetz“ („They never come back“) zu brechen, wonach ein geschlagener Schwergewichtsweltmeister nie seinen Titel zurückgewinnen könne. Der Titelkampf war für Juli 1937 angesetzt. Zum Wiegen erschien Jimmy Braddock dann allerdings nicht, weshalb ihn die New Yorker Boxkommission mit einer Strafe von 1000 US-Dollar belegte. Der wahre Hintergrund für das Fernbleiben wurde wenig später offenbar. Braddock hatte längst einen Vertrag über einen Titelkampf mit Joe Louis unterschrieben. Eine geheime Zusatzklausel sicherte ihm für die Dauer von zehn Jahren aus allen Einkünften seines Gegners eine Provision von zehn Prozent. Erwartungsgemäß siegte Joe Louis über Braddock und verteidigte anschließend seinen Titel 25-mal.
Im Juni 1938 bekam Schmeling – erneut in New York – die zweite Chance, Weltmeister zu werden, da Joe Louis einen Rückkampf gegen den einzigen Mann anstrebte, der ihn geschlagen hatte. Schmeling wurde dabei sowohl von deutscher als auch von internationaler Seite als Vertreter des inzwischen zunehmend etablierten NS-Regimes gesehen. Schmeling selbst hatte zumindest nach eigener Aussage stets Distanz zur NS-Ideologie gewahrt. Er hatte außerdem während der Novemberpogrome 1938 zwei Juden in seinem Hotelzimmer Unterschlupf gewährt und den Schwergewichtsboxer Heinz Lazek durch seine Beziehungen vor der Verhaftung wegen sogenannter „Rassenschande“ bewahrt, was dem Kampf eine äußerst brisante politische Dimension verlieh. Diesmal beging Louis nicht mehr den Fehler der tiefliegenden, linken Hand, schlug lange Geraden zu Schmelings Kopf und trieb ihn gleich zu Beginn der Runde zurück. Nach rund einer Minute landete Louis einen Treffer auf Schmelings linke Niere, kurz darauf weitere entscheidende Kopftreffer. Schmeling ging mehrmals zu Boden, stand jedoch immer wieder auf, bevor der Kampf schließlich durch die Intervention von Schmelings Trainer Max Machon abgebrochen wurde. Louis gewann souverän in der ersten Runde. Dies war Schmelings letzter Boxkampf in den USA.
Am 2. Juli 1939 gewann Schmeling gegen Adolf Heuser die Europameisterschaft im Schwergewicht. Dieser Boxkampf war Schmelings vorerst letzter.
Im gleichen Jahr kaufte er das Rittergut Ponickel bei Rummelsburg in Pommern. In das kleine Gut investierte Schmeling die Erträge seiner Kämpfe, und es wurde ihm und seiner Frau zu einer wirklichen Heimat.
In der unabhängigen, ewigen Computerweltrangliste BoxRec wird er als Nr. 26 der besten Boxer aller Zeiten im Schwergewicht geführt.

### Kriegsdienst

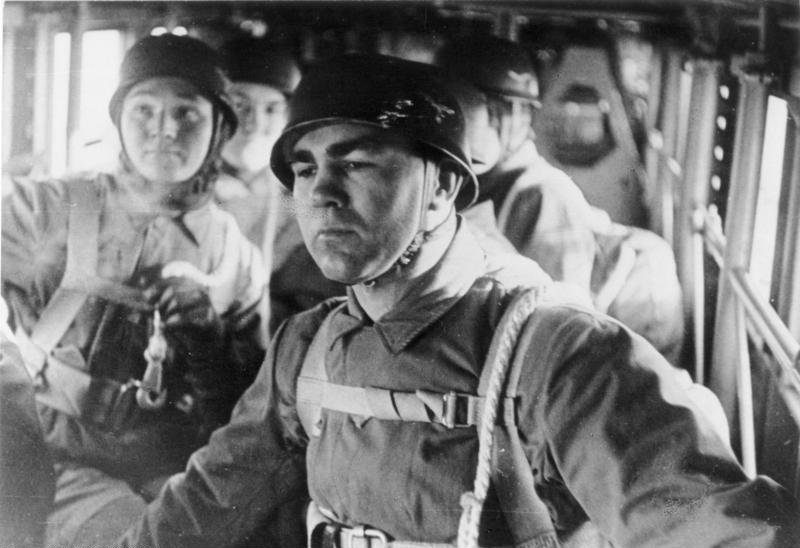
Schmeling als Fallschirmjäger in einer Ju 52

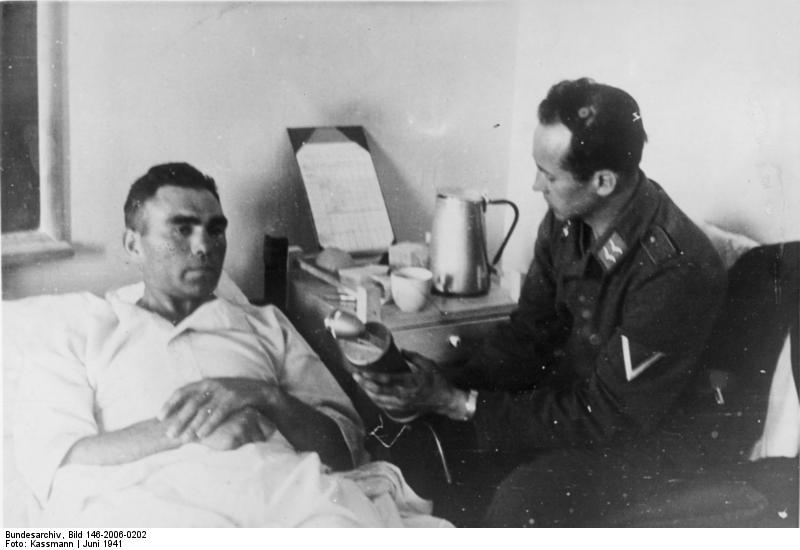
Schmeling nach seiner Verletzung im Lazarett in Athen

Im Jahr 1940 wurde Schmeling in die Wehrmacht eingezogen und als Fallschirmjäger eingesetzt. Er sprang am 20. Mai 1941 beim ersten Angriff auf die von Großbritannien verteidigte Mittelmeerinsel Kreta (Luftlandeschlacht um Kreta) ab und verletzte sich bei der Landung. Er wurde im Lazarett in Athen behandelt und anschließend als „nicht-kv“ (nicht-kriegsdienstverwendungsfähig) eingestuft. Für seinen Kreta-Einsatz erhielt er das Eiserne Kreuz der II. und I. Klasse und die Beförderung zum Unteroffizier. Es ist davon auszugehen, dass ihm für seinen Kreta-Einsatz und wegen seiner Verletzung 1941 das Verwundetenabzeichen und 1942 das Ärmelband Kreta verliehen wurde.
In einem Interview im Juni 1941 mit dem US-amerikanischen Journalisten Bill Flannery vom International News Service wurde er von diesem nach angeblichen britischen kriegsrechtswidrigen Handlungen gefragt. Schmeling antwortete, dass die Engländer an verschiedenen Plätzen die deutsche Flagge ausgelegt hätten, um deutsche Fallschirmjägereinheiten in einen Hinterhalt zu locken, aber während der eigentlichen Kampfhandlungen, soweit er das aufgrund der Kürze seines Einsatzes beurteilen konnte, faire Gegner gewesen seien. Flannery wollte daraufhin wissen, was Schmeling von den Berichten über Ausschreitungen während der Kämpfe hielte. Schmeling erwiderte, davon nichts zu wissen. Immerhin könnte er sich vorstellen, dass die einheimische Bevölkerung angesichts der Zerstörung ihrer Dörfer gegen einzelne Deutsche vorgegangen sei, aber den englischen Soldaten traue er keine Grausamkeiten zu. Zum Schluss wollte Flannery noch wissen, was Schmeling von einem möglichen Krieg zwischen Deutschland und den USA hielte. Schmeling entgegnete, dass dies für ihn einem großen Unglück gleichkäme, da er die USA als seine zweite Heimat ansehe. Nach dem Krieg berichtete Schmeling in seinen Erinnerungen, das Interview sei groß aufgemacht gewesen und habe im Ausland wie im Inland außerordentliches Aufsehen erregt. Reichspropagandaminister Joseph Goebbels habe sogar ein Verfahren gegen ihn vor dem Volksgerichtshof angestrengt, aber als Wehrmachtsangehöriger habe er, Schmeling, der Militärgerichtsbarkeit unterstanden, und Goebbels habe deshalb nur ein Kriegsgerichtsverfahren erwirken können. Wenn dem so war, erfuhr die Öffentlichkeit nichts davon. In seinen Tagebüchern hatte Goebbels kommentiert, Schmeling habe „ein denkbar dummes und kindisches Interview gegeben: wenn Boxer Politik machen. Er soll lieber kämpfen als in Athen sitzen und Sprüche klopfen.“
Aufgrund seiner Verletzung wurde Schmeling ab Ostern 1943 bis Ende des Krieges zum Wachdienst in Kriegsgefangenenlagern eingesetzt.

### Comeback
1945 floh Max Schmeling mit seiner Frau aus Pommern und lebte ab 1946 in Hamburg. Er kam zwar wegen falscher Angaben drei Monate in Haft, galt aber nach dem Entnazifizierungs-Verfahren als unbelastet. Er erhielt am 22. Januar 1947 von der US-Militärregierung in Deutschland die Boxerlaubnis für die amerikanische Besatzungszone. Finanzielle Not zwang ihn, nach acht Jahren am 28. September 1947 wieder in den Ring zu steigen. Am 31. Oktober 1948 bestritt Max Schmeling in Berlin gegen den Hamburger Richard Vogt seinen letzten Kampf, den er nach Punkten verlor. Schmelings Kampfstatistik liegt bei 56 Siegen in 70 Profikämpfen (40 davon durch K. o.), 10 Niederlagen und 4 Unentschieden. Dem Boxsport blieb er als Ringrichter zunächst weiterhin verbunden.

### Nach der Karriere

Max-Schmeling-Briefmarke, 2005

Mit seinem großen Rivalen Joe Louis verband ihn bis zu dessen Tod 1981 eine lockere Freundschaft. Er unterstützte den finanziell in Not geratenen Louis, als dieser Steuern nachzuzahlen hatte, da die Steuerfahndung seine „politischen“ Spenden während seiner Zeit in der Armee beanstandete. Schließlich beteiligte sich Schmeling an dessen Beerdigungskosten in einer Geste menschlicher Verbundenheit.

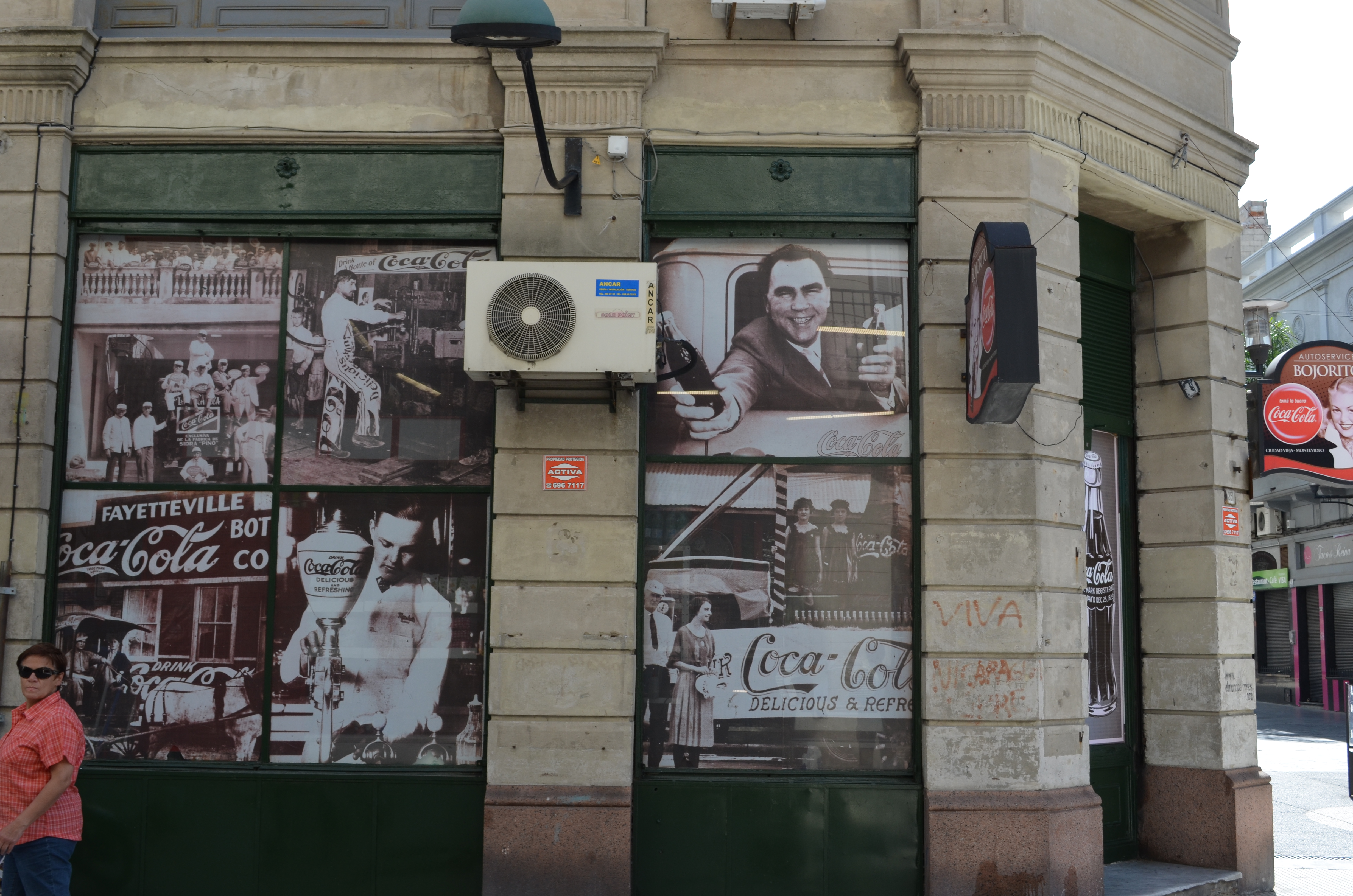
Noch heute zu sehen: Coca-Cola-Reklame mit Max Schmeling an einem Gebäude in Montevideo

Nach seiner Boxkarriere ließ sich Schmeling mit seiner Ehefrau Anny Ondra in Wenzendorf bei Hamburg nieder und betrieb in Hamburg-Bramfeld und in Gomaringen im Landkreis Tübingen die Generalvertretung für Produkte aus dem Hause Coca-Cola. 1965 trat Schmeling aus Protest gegen die „Ostdenkschrift“ der Evangelischen Kirche, die mahnte, den deutschen Anspruch auf die Gebiete jenseits der Oder-Neiße-Grenze zu hinterfragen, aus der Kirche aus. Max Schmeling engagierte sich für das Team der Augsburger Benefiz-Fußballelf Datschiburger Kickers, die sich dem Fundraising für wohltätige Zwecke verschrieben hat.

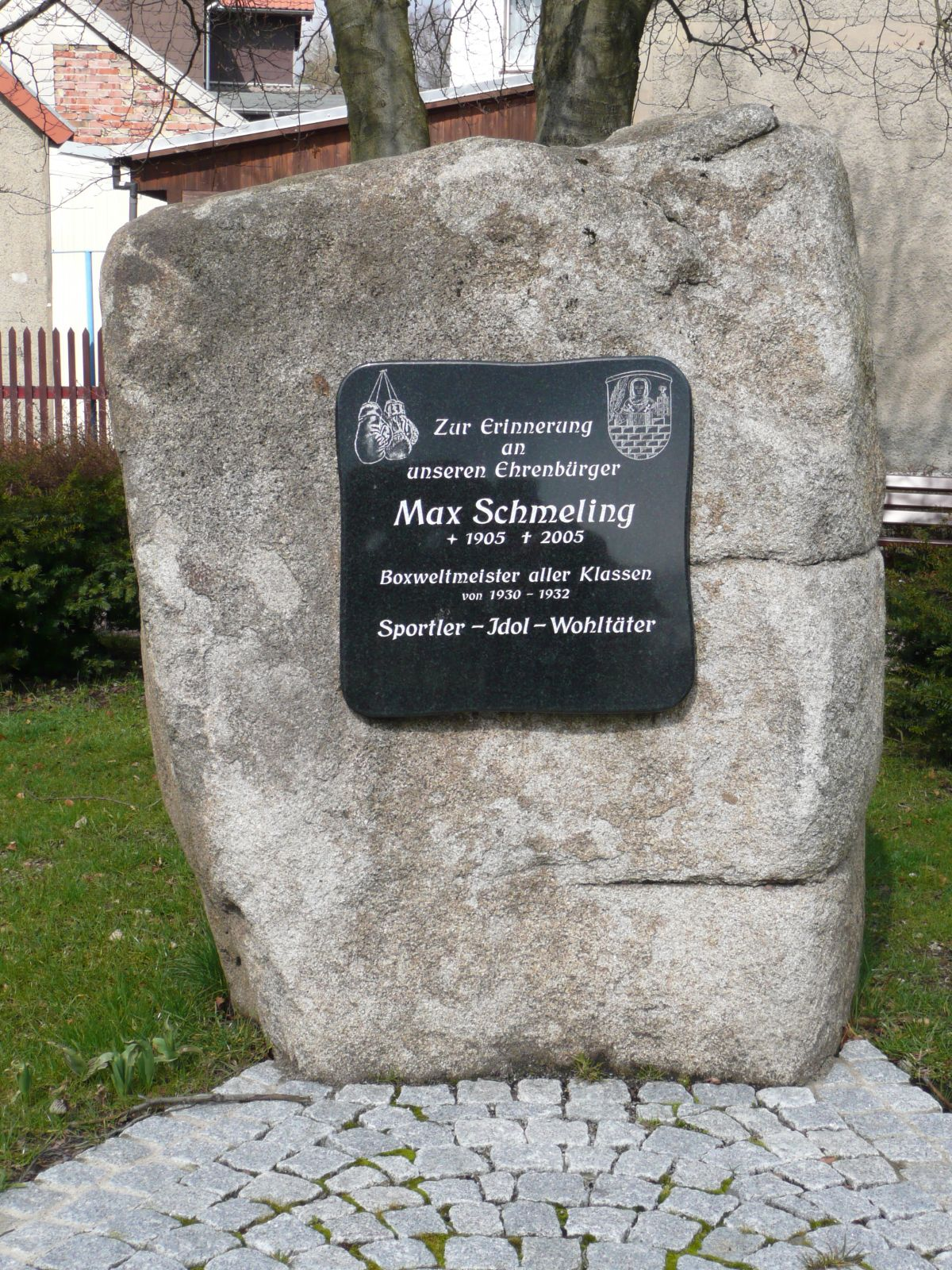
Schmeling-Denkmal in Benneckenstein

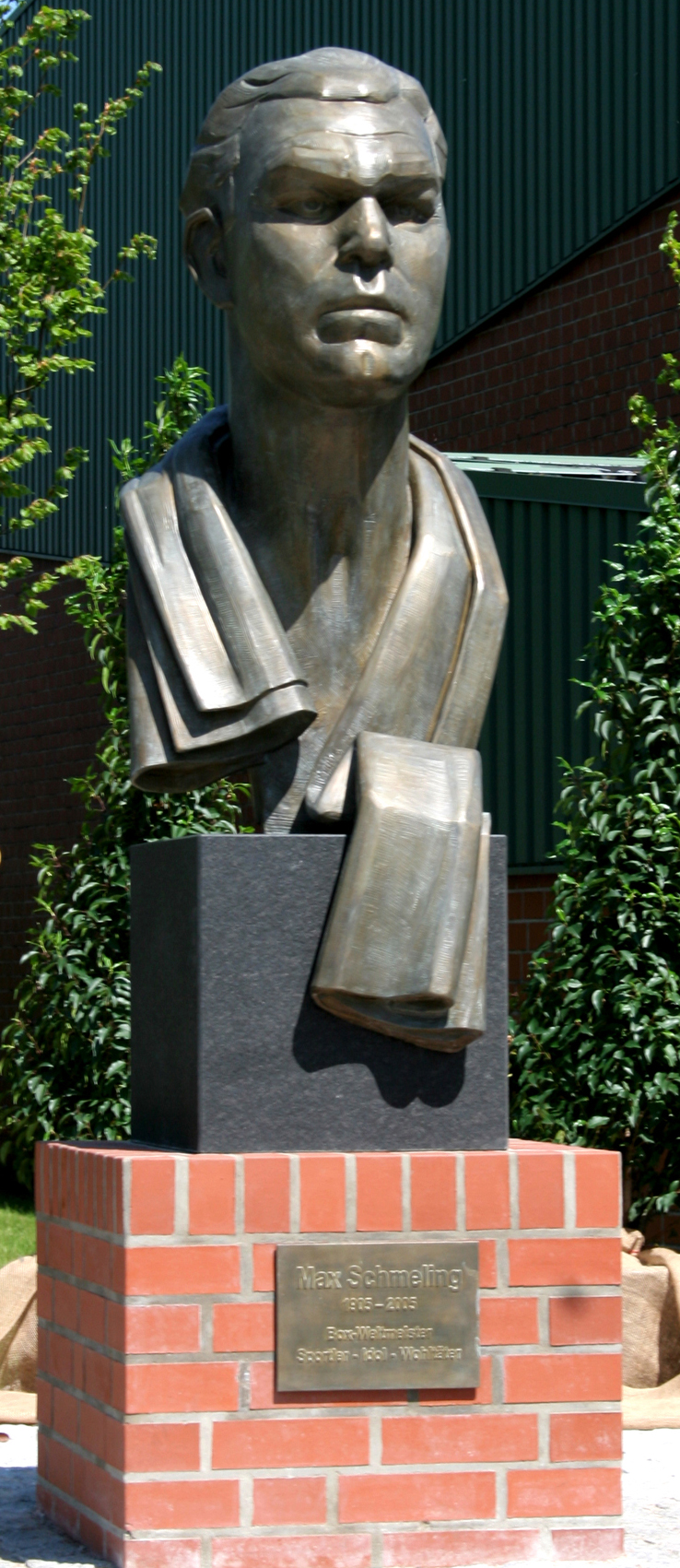
Schmeling-Denkmal von Bildhauer Carsten Eggers in Hollenstedt

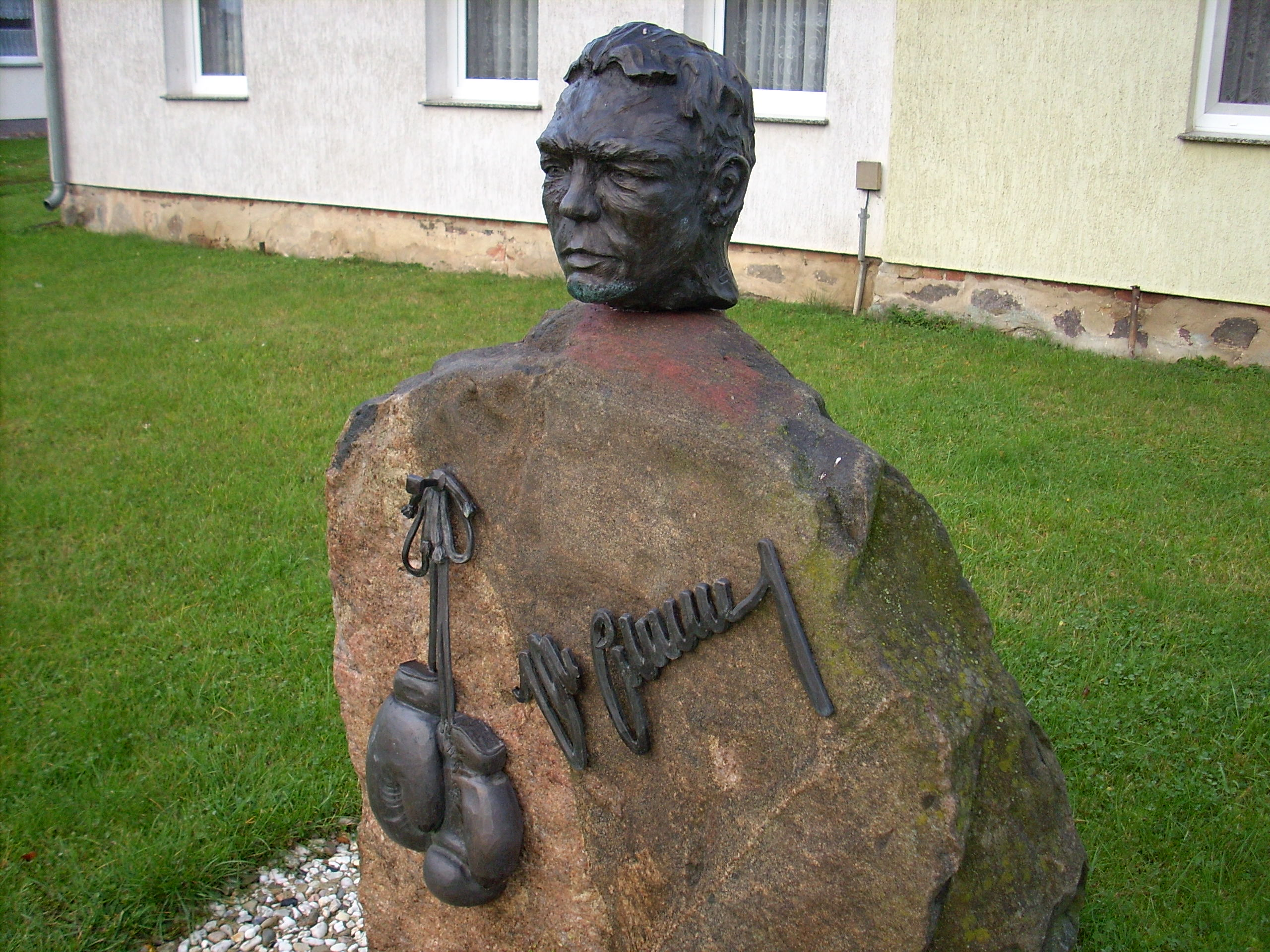
Bronzebüste (2006) vom Bildhauer Falko Steimer aus Torgelow für sein Geburtshaus und Gedenkstätte in Klein Luckow

Darüber hinaus hat er der Samtgemeinde Hollenstedt (zu der die Gemeinde Wenzendorf – in welcher er lebte – gehört) einige großzügige Spenden überlassen – z. B. hat er dem Hollenstedter Freibad eine 70 m lange und 7 m hohe Wasserrutsche bezahlt und die örtlichen Sportvereine finanziell unterstützt (z. B. durch einen größeren Betrag zum Bau einer weiteren Sporthalle). 1971 wurde Max Schmeling das Große Bundesverdienstkreuz verliehen, 1977 erschien seine Autobiografie Erinnerungen. Einen schweren Schicksalsschlag musste er hinnehmen, als am 28. Februar 1987 seine Frau starb.
1991 wurde die karitative Max-Schmeling-Stiftung ins Leben gerufen. Schmeling wurde im selben Jahr als erster und bislang einziger Deutscher in die „International Boxing Hall of Fame“, die Ruhmeshalle des Boxsports, aufgenommen. Ihm zu Ehren erhielt eine Mehrzweckhalle in Berlin, die ursprünglich als Boxhalle für Olympia 2000 konzipiert worden war, den Namen Max-Schmeling-Halle (Eröffnung mit Schmeling am 14. Dezember 1996). Anlässlich seines 99. Geburtstags im Jahre 2004 gab die Österreichische Post eine Briefmarke mit Schmelings Porträt im Wert von 0,55 Euro heraus. Sein etwa acht Hektar großes Anwesen sollte nach seinem Tod seiner Heimatgemeinde Wenzendorf übertragen werden. Die Eheleute genossen das Landleben und betrieben neben der überregionalen Getränkeabfüllung auch eine Hühnerfarm und eine Nerzzucht.
Am 2. Februar 2005 starb Max Schmeling im Alter von 99 Jahren an einer schweren Erkältung in seinem Wohnort Wenzendorf. Die offizielle Trauerfeier fand am 1. März 2005 im Hamburger „Michel“ (St.-Michaelis-Kirche) statt. Unter den Trauergästen waren die Boxer Henry Maske und Wladimir Klitschko sowie Uwe Seeler, Michael Stich, Franz Beckenbauer, Friede Springer, Ole von Beust und Otto Schily. Seine letzte Ruhestätte fand er auf dem Friedhof Hollenstedt neben seiner Gattin Anny Ondra. Aus Anlass seines Todes gab die Österreichische Post am 1. März, dem Tag der Trauerfeier für die Box-Legende, eine Sonderbriefmarke mit dem Schmeling-Porträt von George Grosz im Wert von einem Euro heraus.

## Wichtigste Kämpfe
| Datum              | Ort                                     | Gegner                    | Ergebnis                     | Turnier                     |
| ------------------ | --------------------------------------- | ------------------------- | ---------------------------- | --------------------------- |
| 2. August 1924     | Düsseldorf, Tonhalle                    | Johann Czapp (Düsseldorf) | Sieg, 6. Rd. t.k.o.          |                             |
| 20. Februar 1925   | Köln                                    | Jack Dempsey (USA)        | keine Entscheidung, 2 Rd.    | Schaukampf                  |
| 24. August 1926    | Berlin, Lunapark                        | Max Dieckmann (Berlin)    | Sieg, 1. Rd. k.o.            | DM Halbschwergewicht        |
| 19. Juni 1927      | Dortmund, Westfalenhalle                | Fernand Delarge (BEL)     | Sieg, 14. Rd. t.k.o.         | EM Halbschwergewicht        |
| 8. November 1927   | Leipzig, Achilleion                     | Hein Domgörgen (Köln)     | Sieg, 7. Rd. k.o.            | EM und DM Halbschwergewicht |
| 6. Januar 1928     | Berlin, Sportpalast                     | Michele Bonaglia (ITA)    | Sieg, 1. Rd. k.o.            | EM Halbschwergewicht        |
| 4. April 1928      | Berlin, Sportpalast                     | Franz Diener (Berlin)     | Sieg, 15 Rd. nach Pkt.       | DM Schwergewicht            |
| 24. November 1928  | New York City, Madison Square Garden    | Joe Monte (USA)           | Sieg, 8. Rd. k.o.            |                             |
| 4. Januar 1929     | New York City, Madison Square Garden    | Joe Sekyra (USA)          | Sieg, 10 Rd. nach Pkt.       |                             |
| 22. Januar 1929    | Newark, Armory Hall                     | Pietro Corri (USA)        | Sieg, 1. Rd. k.o.            |                             |
| 1. Februar 1929    | New York City, Madison Square Garden    | Johnny Risko (USA)        | Sieg, 9. Rd. t.k.o.          |                             |
| 27. Juni 1929      | New York City, Yankee Stadium           | Paolino Uzcudun (ESP)     | Sieg, 15 Rd. nach Pkt.       | WM-Ausscheidungskampf       |
| 12. Juni 1930      | New York City, Yankee Stadium           | Jack Sharkey (USA)        | Sieg, 4. Rd. Dsq.            | WM Schwergewicht            |
| 3. Juli 1931       | Cleveland, Municipal Stadium            | Young Stribling (USA)     | Sieg, 15. Rd. t.k.o.         | WM Schwergewicht            |
| 21. Juni 1932      | Long Island, Madison Square Garden Bowl | Jack Sharkey (USA)        | Niederlage, 15 Rd. nach Pkt. | WM Schwergewicht            |
| 26. September 1932 | Long Island, Madison Square Garden Bowl | Mickey Walker (USA)       | Sieg, 8. Rd. t.k.o.          | WM-Ausscheidungskampf       |
| 8. Juni 1933       | New York City, Yankee Stadium           | Max Baer (USA)            | Niederlage, 10. Rd. t.k.o.   | WM-Ausscheidungskampf       |
| 13. Februar 1934   | Philadelphia, Convention Hall           | Steve Hamas (USA)         | Niederlage, 12 Rd. nach Pkt. |                             |
| 13. Juni 1934      | Barcelona, Olympiastadion Barcelona     | Paulino Uzcudun (ESP)     | unent., 12 Rd.               |                             |
| 26. August 1934    | Hamburg, Dirt-Track-Bahn                | Walter Neusel (Bochum)    | Sieg, 9. Rd. t.k.o.          |                             |
| 10. März 1935      | Hamburg, Hanseatenhalle                 | Steve Hamas (USA)         | Sieg, 9. Rd. t.k.o.          |                             |
| 7. Juli 1935       | Berlin, Poststadion                     | Paolino Uzcudun (ESP)     | Sieg, 12 Rd. nach Pkt.       |                             |
| 19. Juni 1936      | New York City, Yankee Stadium           | Joe Louis (USA)           | Sieg, 12. Rd. k.o.           | WM-Ausscheidungskampf       |
| 13. Dezember 1937  | New York City, Madison Square Garden    | Harry Thomas (USA)        | Sieg, 8. Rd. k.o.            |                             |
| 30. Januar 1938    | Hamburg, Hanseatenhalle                 | Ben Foord (RSA)           | Sieg, 12 Rd. nach Pkt.       |                             |
| 16. April 1938     | Hamburg, Hanseatenhalle                 | Steve Dudas (USA)         | Sieg, 6. Rd. k.o.            |                             |
| 22. Juni 1938      | New York City, Yankee Stadium           | Joe Louis (USA)           | Niederlage, 1. Rd. t.k.o.    | WM Schwergewicht            |
| 2. Juli 1939       | Stuttgart, Adolf-Hitler-Kampfbahn       | Adolf Heuser (Bonn)       | Sieg, 1. Rd. k.o.            | EM Schwergewicht            |

## Auszeichnungen und Ehrungen (Auswahl)
- Goldenes Band der Sportpresse, 1929
- Max-Schmeling-Marsch, 1930
- Eisernes Kreuz II. und I. Klasse 1941[25][26]
- Großes Bundesverdienstkreuz, 1971
- International Boxing Hall of Fame, 1992
- Großes Bundesverdienstkreuz mit Stern, 1996

- Bambi (1990, 1999)
- Ehrenbürger von Los Angeles
- Ehrenbürger von Las Vegas
- Ehrenbürger von Klein Luckow, anlässlich seines 99. Geburtstages
- Ehrenbürger von Benneckenstein / Harz, seit 1936
- Ehrenmitglied im Österreichischen Boxverband
- Träger der Deutschen Feuerwehr-Ehrenmedaille des Deutschen Feuerwehrverbandes, der höchsten Auszeichnung der deutschen Feuerwehren für Zivilpersonen
- In der Hamburg-Eilbeker Hasselbrookstraße 14, wo Max Schmeling seine Jugend verbrachte, wurde zur Erinnerung eine rote Tafel der Eilbeker Tafelrunde aufgehängt. Eilbeker Tafelrunde 05 Max Schmeling

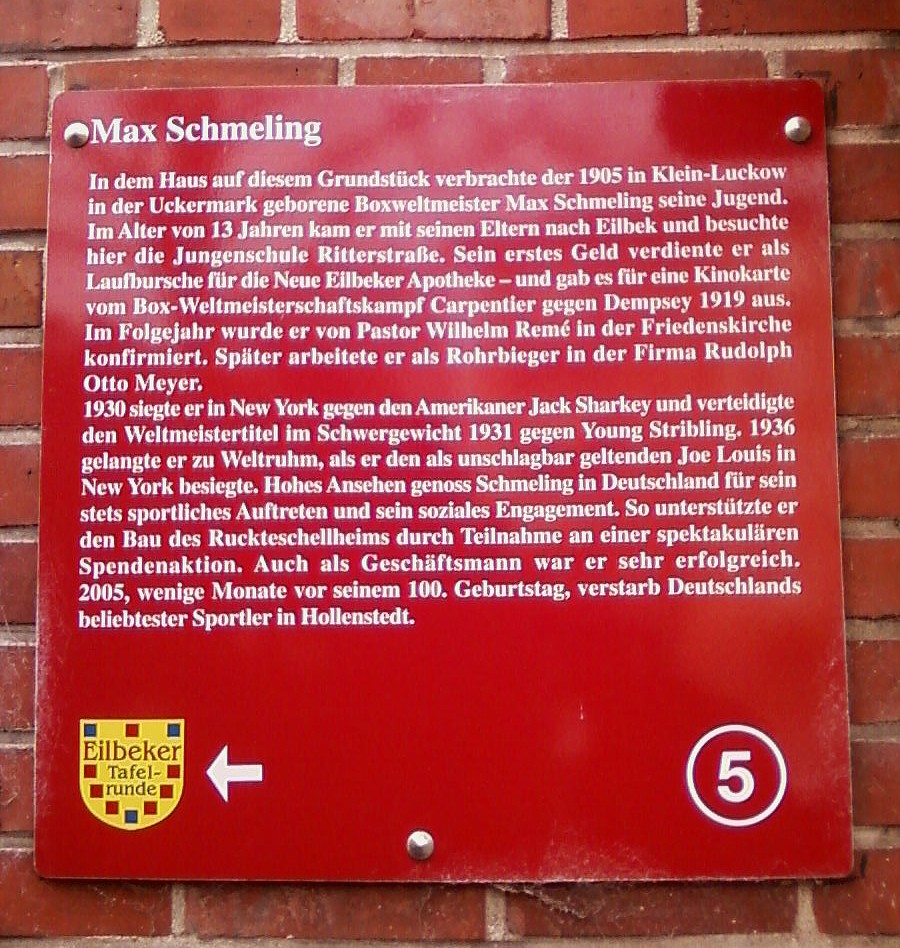
Eilbeker Tafelrunde 05 Max Schmeling

- In Hamburg ist die Max-Schmeling-Stadtteilschule mit den zwei Schulstandorten in den Stadtteilen Jenfeld und Marienthal nach Max Schmeling benannt.
- 2005: Ausgabe einer Sondermarke der Deutschen Post AG aus Anlass seines 100. Geburtstages (postum)
- 2005: Goldene Sportpyramide (postum). Stiftung der „Max-Schmeling-Medaille“ durch den Hamburger Senat, welche seit 2005 an Unternehmen verliehen wird, die Ehrenamtliche besonders bei ihrer Tätigkeit unterstützen
- 2006: Aufnahme in die Hall of Fame des deutschen Sports (postum)
- 2006: Sept. 2006 Enthüllung „Denkmal mit Büste“ vor seinem Geburtshaus
- 2011 wurde in Hamburg-Harburg der Park vor dem Archäologischen Museum Hamburg in Max-Schmeling-Park umbenannt. Hier finden sich außer einer Gedenktafel an Max Schmeling auch die Skulptur Faustkämpfer von Eberhard Encke.
- 2020: In Düsseldorf-Benrath wird eine Straße als Max-Schmeling-Straße eingeweiht, die nah von seinem ersten Wohnort im Rheinland liegt.
- Am 6. Dezember seit 1989 Max-Schmeling-Day in Las Vegas und im US-Bundesstaat Nevada[27]

## Plastiken
Ab 1932 stand Max Schmeling dem Bildhauer Josef Thorak, seinem Nachbarn in Bad Saarow-Pieskow, Modell. Dabei entstand die 3,75 m hohe Bronzeplastik „Faustkämpfer“, welche im Frühjahr 1936 auf dem Reichssportfeld (heute Olympiapark Berlin) im so genannten Anger errichtet wurde.
2006 wurde eine Bronzebüste vom Bildhauer Falko Steimer aus Torgelow für sein Geburtshaus und Gedenkstätte in Klein Luckow gefertigt.

## Werke

### Schriften
- Mein Leben – meine Kämpfe. Grethlein, Leipzig, Zürich 1930.
- 8-9-aus. Copress-Verlag, München 1956.
- Ich boxte mich durchs Leben. Franckh, Stuttgart 1967.
- Erinnerungen. Ullstein, Berlin 1982, ISBN 3-550-07473-5.
- Erinnerungen. Hörbuch. Mattscheibe Media 2008.
- Carl Otto Hamann: Ein Leben auf eigene Faust. Berger-Verlag, Köln 1949.

## Filmografie
- 1926: Ein Filmstar wird gesucht[28] (Kurz-Spielfilm)
- 1930: Liebe im Ring
- 1935: Knock out
- 1953: Keine Angst vor großen Tieren
- 1957: Die Zürcher Verlobung
- 1971: Glückspilze (Fernsehfilm)